# Robert Mærsk Uggla
Robert Mærsk Uggla, född 28 mars 1978, är en svensk företagsdirektör.
Robert Mærsk Uggla är son till Peder Uggla och Ane Mærsk Mc-Kinney Uggla och bror till Johan Pedersson Uggla. Han studerade på Handelshögskolan i Stockholm med ekonomexamen 2003 och senare på Wharton School of Business på University of Pennsylvania i USA.
Han har arbetat inom A.P. Møller-Mærskkoncernen i Danmark och som landchef for Maersk Line i Förenade Arabemiraten. Robert Mærsk Uggla var 2009-12 chef för tankerrederiet Broström AB i Göteborg, som ingår i A.P. Møller-Mærskkoncernen. Från våren 2012 var han chef för koncernens bogserbåtsrederi Svitzer. Sedan september 2016 är han verkställande direktör för familjens maktbolag A.P. Møller Holding A/S.
Han är sedan 2007 gift med Paola Konopik.